# Brian Calley

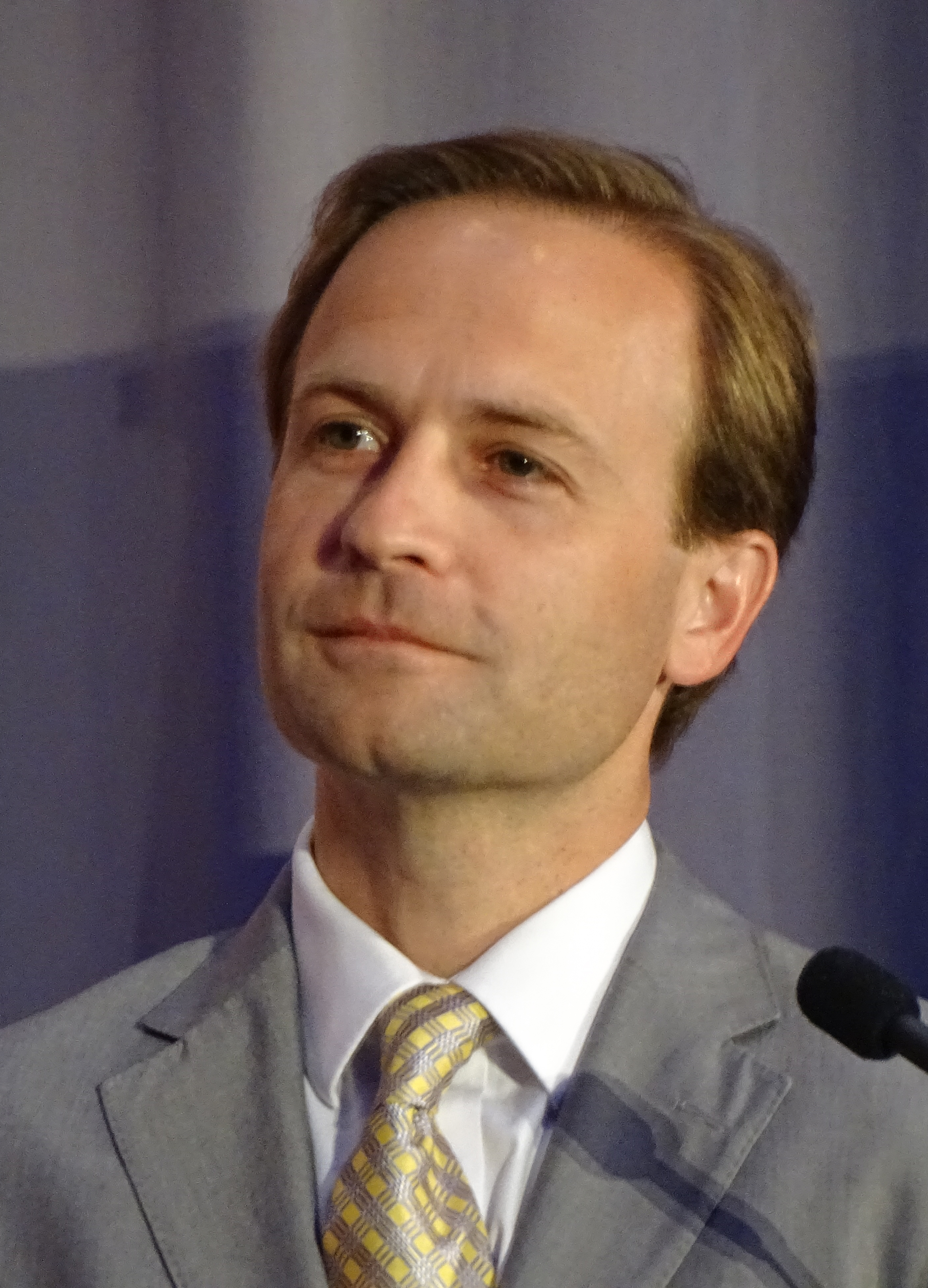
Brian Calley (2016)

Brian Nelson Calley (* 25. März 1977 in Dearborn, Michigan) ist ein US-amerikanischer Politiker. Von 2011  bis 2019 war er Vizegouverneur des Bundesstaates Michigan.

## Werdegang
Im Jahr 1994 absolvierte Brian Calley die Ionia High School. Anschließend studierte er bis 1998 an der Michigan State University und dann bis zum Jahr 2000 an der Grand Valley State University. Dann begann er in der Bankenbranche zu arbeiten, in der er es bis zum Vizepräsidenten der Irwin Union Bank brachte. Politisch schloss er sich der Republikanischen Partei an. Dabei wurde er zwei Mal in den Bezirksrat des Ionia County gewählt. In diesem Bezirk war er auch republikanischer Parteivorsitzender. Zwischen 2006 und 2010 saß er als Abgeordneter im Repräsentantenhaus von Michigan.
Im Jahr 2010 wurde Calley an der Seite von Rick Snyder zum Vizegouverneur von Michigan gewählt. Dieses Amt bekleidet er seit dem 1. Januar 2011. Dabei ist er Stellvertreter des Gouverneurs und Vorsitzender des Staatssenats. Außerdem ist er Mitglied zahlreicher Vereinigungen und Organisationen. Im Jahr 2014 wurden sowohl der Gouverneur als auch sein Stellvertreter in ihren Ämtern bestätigt.
Seine Tochter ist Autistin. Das brachte Calley dieser Thematik näher. Seither setzt er sich für die Belange der von dieser Entwicklungsstörung betroffenen Menschen ein.
Im Vorfeld der Gouverneurswahl 2018 scheiterte Calley mit dem Versuch als republikanischer Kandidat nominiert zu werden und damit dem von einer weiteren Bewerbung ausgeschlossenen Snyder im Amt nachzufolgen. Bei der parteiinternen Vorwahl unterlag er Bill Schuette, dem bisherigen Attorney General von Michigan. Dieser unterlag später der Demokratin Gretchen Whitmer, deren Running Mate Garlin Gilchrist am 1. Januar 2019 Calley im Amt ablöste.